# Radziwiłł

Radziwiłłs heraldiska vapen.

Radziwiłł (polska : Radziwiłł; litauiska: Radvila; belarusiska: Радзівіл, Radzivił; latin: Radvil) är en högadlig ätt som spelat en framträdande roll igenom århundradena, först i Storfurstendömet Litauen, sedan i Polen-Litauen. Tysk-romerska riket utnämnde ätten till riksfurste. Ätten Radziwiłł var den mest inflytelserika adelsätten i Storfurstendömet Litauen.
Namnformen Radziwiłł har använts i århundraden, men namnet kommer ursprungligen från litauiskan. Deras stamfader är Radvila Astikas (död 1477), av ätten Astikai, vars förnamn poloniserades till det nuvarande namnet Radziwiłł. Nyare forskning har visat att ätten troligen härstammar från bojarer som steg till makten omkring 1400-talet. Sedan behöll de sin ställning till andra världskriget.
En gren av ätten har gjort sig kända som magnater i Storfurstendömet Litauen och senare Polen-Litauen. Under 1500-talet nådde deras framgång sin kulmen efter att de upphöjdes till Reichsfürst av kejsar Maximilian I av Tysk-romerska riket vid en kongress i Wien 1515. Deras viktigaste slott var Dubingiaislottet och Biržaislottet, båda i Litauen, och Njasvizj slott i Vitryssland. Alla fortlevande ättegrenar härstammar från Njasvizjgrenen.
Till ätten hör flera historiskt framstående medlemmar. En av dem, Barbara Radziwiłł (1520-1550) var drottning av Polen. Flera andra var hetman, kungliga råd och senatorer.
Stanisław Albrecht Radziwiłł (1914-1976), var 1959-1974 gift med Caroline Lee Bouvier, Jacqueline Kennedy Onassis yngre syster.